# Bundesstrasse 69
Bundesstrasse 69 är en förbundsväg i Niedersachsen, Tyskland. Vägen är 39 kilometer lång och går ifrån motorvägsavfarten Cloppenburg efter A1 till Diepholz via Vechta. Vägen gick tidigare till Wilhelmshaven vid Nordsjön men förkortades i och med att man byggde motorvägen A29. 